# Густомясова, Валентина Семёновна
Валентина Семёновна Густомясова (1925 — 1996) — советский передовик производства в сельском хозяйстве. Герой Социалистического Труда (1971).

## Биография
Родилась в станице Александрийская Кизлярского района Дагестанская АССР в крестьянской семье.
В 1939 году после окончания семи классов Александрийской средней школы поступила работать в совхоз «Горьковский» Кизлярского района работала — рабочей, полеводом, звеньевой рисоводческой бригады, заведующей током.
С 1941 года во время Великой Отечественной войны, когда немецкие войска подходили к городу Грозному, В. С. Густомясова была мобилизована на строительство оборонительных сооружений, рыла окопы на подходе к городу Гудермесу и селению Брагуны.
Первые послевоенные годы В. С. Густомясова добровольно участвовала в работах по ручной очистке реки Терек, воды которого использовались для орошения полей Кизлярского района. В 1960-х годах начались инженерные работы по сооружению рисовых полей и возделыванию риса на больших площадях, в это время В. С. Густомясова возглавляла одно из звеньев. С середины 1970-х годов годов ежегодно звено В. С. Густомясовой собирало высокие урожаи риса, при плане 35 центнеров с гектара передовые звенья рисоводов Кизлярского района получали по 40-42 центнера, а звено В. С. Густомясовой получало до 60-65 центнеров с гектара.
8 апреля 1971 года Указом Президиума Верховного Совета СССР «за выдающиеся успехи, достигнутые в развитии сельскохозяйственного производства и выполнении пятилетнего плана продажи государству продуктов земледелия и животноводства» Валентина Семёновна Густомясова была удостоена звания Героя Социалистического Труда с вручением Ордена Ленина и золотой медали «Серп и Молот».
7 декабря 1973 года Указом Президиума Верховного Совета СССР «за трудовое отличие» Валентина Семёновна Густомясова была награждена вторым Орденом Ленина.
До выхода на пенсию в 1990 году работала заведующей совхозным током. Помимо основной деятельностью В. С. Густомясова избиралась депутатом Верховного Совета Дагестанской АССР, Кизлярского районного и сельского Советов народных депутатов, была членом Дагестанского обкома КПСС.
Скончалась 6 декабря 1996 года.

## Награды
- Медаль «Серп и Молот» (8.04.1971)
- Орден Ленина (8.04.1971, 7.12.1973)
- Медаль «За доблестный труд в Великой Отечественной войне 1941—1945 гг.»
- Почётный гражданин города Кизляра (1995)

## Память
- В 2010 году в честь В. С. Густомясовой переименовали одну из улиц в станице Александрии